# Saint-Étienne-de-Crossey
Saint-Étienne-de-Crossey – miejscowość i gmina we Francji, w regionie Owernia-Rodan-Alpy, w departamencie Isère.
Według danych na rok 1990 gminę zamieszkiwało 2081 osób, a gęstość zaludnienia wynosiła 162 osób/km² (wśród 2880 gmin regionu Rodan-Alpy Saint-Étienne-de-Crossey plasuje się na 418. miejscu pod względem liczby ludności, natomiast pod względem powierzchni na miejscu 915.).